# Julie Berengier
Julie Berengier (Parigi, 12 novembre 1980) è una schermitrice francese, specializzata nella sciabola.

## Biografia
Nei campionati europei di scherma ha conquistato una medaglia d'oro nella gara di sciabola a squadre a Zalaegerszeg nel 2005.

## Palmarès
In carriera ha conseguito i seguenti risultati:
- Europei di scherma

Zalaegerszeg 2005: oro nella sciabola a squadre.